# John French
John Denton Pinkstone French, 1st Earl of Ypres (Ripple, Kent, 28 september 1852 - Deal, Kent, 22 mei 1925) was een Brits veldmaarschalk en in het eerste deel van de Eerste Wereldoorlog opperbevelhebber van de Britse troepen in Frankrijk.

## Leven
John French was de zoon van een marineofficier. Zijn vader overleed in 1854 en nadat zijn moeder voor de behandeling van een psychiatrische ziekte in een inrichting werd geplaatst gingen de overige familieleden naar Londen. French was de broer van de latere suffragette Charlotte Despard, die hem de rest van zijn leven kritisch zou blijven volgen.
In 1866 ging French bij de marine, maar in 1874 stapte hij over naar de British Army en werd luitenant bij de cavalerie. Vervolgens nam hij deel aan de Nijlexpeditie in Soedan, waar hij in 1898 betrokken was bij de bevrijding van Gordon Pascha en het neerslaan van de opstand van de Mahdi tijdens de Slag bij Omdurman. Inmiddels opgeklommen tot generaal-majoor kreeg hij vervolgens het commando over de Britse troepen tijdens de Tweede Boerenoorlog in Zuid-Afrika. Daar had hij een leidende rol in het op brute wijze neerslaan van het verzet van de Boeren in Transvaal, onder meer tijdens de slag bij Elandslaagte.
De ster van French rees vervolgens snel. Eerst werd hij generaal en in 1913 maarschalk van het Britse leger. Toen in augustus 1914 de Eerste Wereldoorlog uitbrak voerde hij het opperbevel over de Britse troepen in Frankrijk. Hij kon de beloofde snelle overwinning op de Duitsers echter niet waarmaken en kwam na de eerste slag bij de Marne en de slag bij Bergen, waar zowel de Duitsers als de geallieerden enorme verliezen leden, al snel onder vuur te liggen. Hem werd vooral een gebrek aan doortastendheid verweten. Hij verdedigde nog wel met succes de stellingen tijdens de eerste Slag om Ieper, maar na wederom mislukte offensieven bij Aubers en Loos werd French in december 1915 als opperbevelhebber uit zijn functie ontheven en teruggeroepen naar Engeland. Zijn rivaal Douglas Haig, die nooit naliet het falen van French in regeringskringen te benadrukken, zou het opperbevel overnemen.
French kreeg na zijn terugkeer naar Engeland het bevel over de Home Forces en na de oorlog werd hij benoemd tot Lord Lieutenant of Ireland, hetgeen hij tot 1921 zou blijven. In die rol was hij betrokken bij het bevechten van de IRA en het neerslaan van diverse Ierse opstanden.
In 1922 werd French benoemd tot Earl of Ypres. Onder de titel 1914 schreef hij nog zijn memoires. Hij overleed in 1925 te Deal.

## Militaire loopbaan
- Able seaman: 1866
- Midshipman: 1868
- Ontslag Royal Navy: november 1870
- Lieutenant: 28 februari 1874[1]
- Captain: 16 oktober 1880[2][3]
- Major: 3 april 1883[4][5]
- Lieutenant colonel: 7 februari 1885[6][7]
- Brevet Colonel: 7 februari 1889
- Tijdelijk Major-general: begin 1899
- Substantive Major-general: 9 oktober 1900[8]
- Lieutenant general: 31 oktober 1902 (voor voorname onderscheiding in het veld)[9]
- Field Marshal: 3 juni 1913[10]

## Onderscheidingen
- Graaf van Ieper in 1922
- Burggraaf in 1916
- Ridder in de Orde van Sint-Patrick in 1917
- Ridder Grootkruis in de Orde van het Bad in 1909[11]
  - Ridder Commandeur in de Orde van het Bad in 1901[12]
  - Lid in de Orde van het Bad
- Lid in de Order of Merit in 1914
- Ridder Grootkruis in de Koninklijke Orde van Victoria in 1907
- Ridder Commandeur in de Orde van Sint-Michaël en Sint-George in 1902[13]
- Croix de guerre 1914-1918 (Frankrijk) op 22 februari 1916[14]
- Grootlint in de Leopoldsorde (België) op 24 februari 1916[15]
- Orde van Sint-George (Rusland), 3e klasse op 16 mei 1916[16]
- Grootkruis in de Orde van Sint-Mauritius en Sint-Lazarus op 26 mei 1917[17]
- Orde van de Ster van Karageorge, 1e klasse met Zwaarden op 10 september 1918[18]
- Grootlint in de Orde van de Rijzende Zon op 9 november 1918[19]
- Hij werd genoemd in de Dagorders. Dat gebeurde op:
  - 30 november 1915[20]